# Peyrusse-Massas
Peyrusse-Massas este o comună în departamentul Gers din sudul Franței. În 2009 avea o populație de 105 de locuitori.

## Evoluția populației
| An        | 1975 | 1982 | 1990 | 1999 | 2006 | 2009 |
| --------- | ---- | ---- | ---- | ---- | ---- | ---- |
| Populație | 76   | 85   | 81   | 84   | 101  | 105  |